# Лучич, Владимир (баскетболист)
Владимир Лучич (серб. Владимир Лучић; род. 17 июня 1989, Белград) — сербский баскетболист. Выступает за баскетбольный клуб «Бавария».

## Карьера

### Клубная
Лучич занимался баскетболом в белградских клубах «Раднички» и «Атлас», начал выступления на профессиональном уровне в 2006 году за белградский «Суперфунд». Перед началом сезона 2008-09 он подписал контракт с другим сербским клубом «Партизан». В первом сезоне тренер Душко Вуйошевич предоставлял Лучичу очень мало игрового времени. В сезоне 2010–11 команду возглавил Владимир Йованович, а игрок получил больше времени на площадке, а также меняя позиции с лёгкого на тяжёлого форварда. Перед началом сезона 2012–13 он стал капитаном команды. Являлся лидером «Партизана» в сезоне 2012–13 в Евролиге с показателями 13,7 очков и 4,8 подбора за 10 игр, однако команда не пробилась в следующую стадию розыгрыша.
24 июня 2013 года Лучич подписал трёхлетний контракт с испанским клубом «Валенсия».

### Международная
На летней универсиаде 2011 года в Шэньчжэне завоевал «золото».